# Jean Cousin (Seefahrer)
Jean Cousin war Leutnant in der Flotte des normannischen Reeders Jehan Ango aus Dieppe.

## Leben
Aufgrund verschiedener Chroniken des 15. Jahrhunderts gilt als wahrscheinlich, dass Jean Cousin 1488 mit einem Handelsschiff der Angos nach Westafrika aufbrach und, abgetrieben von der Äquatorströmung in Höhe der Azoren, nach zweimonatiger Fahrt jenseits des Atlantiks auf ein unbekanntes Land und einen gewaltigen Strom stieß, den er „Maragnon“ nannte und nach kurzem Aufenthalt über Westafrika 1489 nach Dieppe wohlbehalten zurückkehrt. Auffällig sind mehrere frühe Reisen von verschiedenen Schiffen unterschiedlicher Kapitäne der Reederei Ango nach Brasilien, die über eine hervorragende Navigatorenschule in Dieppe verfügte.
Zweifelhaft erscheinen Berichte, nach denen Jean Cousin bereits das Kap der Guten Hoffnung umsegelt habe.
In neuerer Zeit gab die New York Times am 14. Februar 1922 den Inhalt einer telegraphisch aus Frankreich erhaltenen Nachricht wider.
Demnach sollen sich dreißig normannische Kaufleute aus Rouen und Dieppe zusammengeschlossen haben, um eine Flotte auszurüsten, mit der sie sich neue Handelsmöglichkeiten westlich von Afrika eröffnen wollten. Grund für diesen Schritt war, dass Holländer, Engländer und Portugiesen die Küsten Westafrikas bis hinunter zum Äquator kontrollierten. Es wäre daher nötig gewesen, auch Handelsschiffe zu bewaffnen. Diese Kosten scheuten die Kaufleute.
Cousin stach 1488 in See, segelte bis zum Äquator und dann westwärts. Den amerikanischen Kontinent soll er nach zwei Monaten erreicht haben, nahe der Mündung des Amazonas.
Es wird behauptet, dass er auf der Rückreise Südafrika erreichte und das Kap der Guten Hoffnung neun Jahre vor Vasco da Gama umrundete. Anhänger von Cousin wiesen immer wieder darauf hin, dass sich unter der Besatzung ein Spanier namens Vicente Pinzón befand.
Columbus wurde vier Jahre später von vier Brüdern Pinzón begleitet, von denen einer, Vicente Yañez Pinzón, sein Navigator war.
Die Aufzeichnungen der Stadt Dieppe über die Reise des Jean Cousin wurden während einer Bombardierung durch Engländer im Jahre 1604 vernichtet.